# پودلشین
پودلشین (به چکی: Podlešín) یک منطقهٔ مسکونی در جمهوری چک است که در شهرستان کلادنو واقع شده‌است.